# Амазонська рота

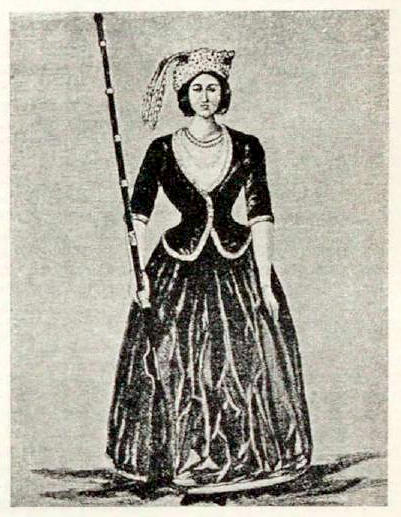
Мал. зі статті " Амазонська рота "
(" Військова енциклопедія Ситіна ")

Амазонська рота — підрозділ (рота) російської армії, який було створено в Криму в квітні 1787 року за наказом Григорія Потьомкіна для зустрічі імператриці Катерини II, яка подорожувала півднем Росії. Назва «Амазонська» рота отримала тому, що цілком складалася з жінок, як і загони міфологічних жінок-войовниць.

## Історія Амазонській роти

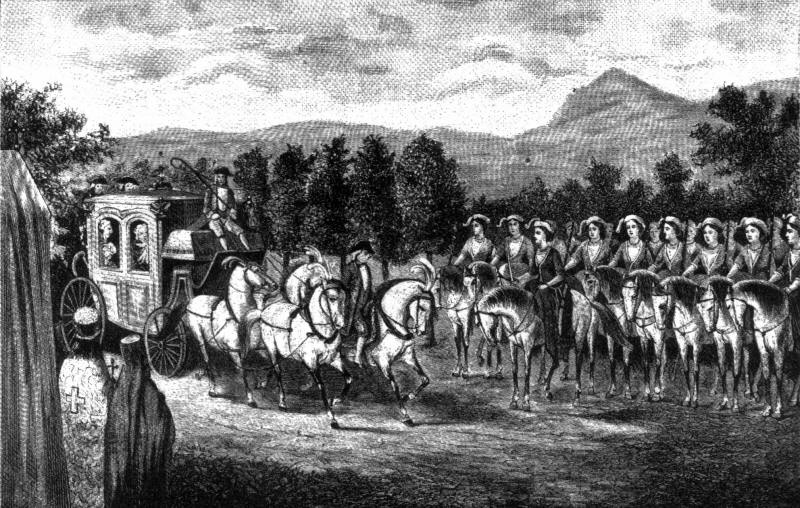
Амазонська рота зустрічає імператрицю Катерину II в Криму

Навесні 1787 князь Потьомкін вихваляв хоробрість греків і їх дружин у боротьбі проти турків. Імператрицю потішили розмови про хоробрість жінок і вона поцікавилася у князя: «чим він може довести їх хоробрість, яку вихваляє»? Потьомкін пообіцяв, що в Криму надасть докази, який імператриця планувала відвідати в травні.
Прем'єр-майор Балаклавського грецького полку Чапоні в березні 1787 року отримав із Санкт-Петербурга наказ про створення підрозділу. Чапоні довів зміст одержаного зі столиці спеціального розпорядження до відома капітана Сарантіса (Сарандова, згідно словника Брокгауза і Ефрона — Сарбандову), який в свою чергу запропонував своїй юній 32-річній дружині Олені Іванівні Сарандовій очолити роту, ставши її ротним капітаном. Амазонська рота була цілком складена зі ста благородних дружин і дочок балаклавських греків.
Форма «амазонок» складалася з оксамитових спідниць малинового кольору з бахромою та курток зеленого кольору. І спідниці, і куртки були обшиті золотим галуном. Голови були покриті білими тюрбанами із позолоченими блискітками та страусиним пером. Особовий склад був озброєний рушницями, до яких були видано по три патрона.

До нашого часу дійшла «Записка про амазонську роту» Г. Дусі (Москвитянин, 1844 рік, № 1, стор. 266—268.), В якій так описувався візит Катерини II:

«Зустріти Государиню призначено було біля Грецького селища Кадиковка, неподалік від Балаклави. Тут влаштована була алея з лаврового дерев, усіяна лимонами і апельсинами; в середині дорога була також усипана лаврами; в кінці алеї, що простягалася на чотири версти, збудований намет, в якому на столі лежали Євангеліє, хрест, хліб і сіль.
Римський Імператор, яий подорожував із імператрицею, приїхав верхом — оглянути Балаклавську бухту, і побачивши в кінці алеї Амазонську роту, під'їхав до начальнці, Олени Сарданової, і від захоплення поцілував її в губи. Побачивши це, рота збунтувалася; але ватажок роти зупинив бунт, сказавши, що Імператор не забрав у неї губ, і не залишив їй своїх.
Оглянувши бухту, Римський Імператор повернувся до государині, і в Її кареті супроводжував Її разом з Потьомкіним до Кадикова. Коли вони під'їхали до влаштованої алеї, Государиня зупинилася; Її тут зустрів протоієрей Ананій з Хрестом, хлібом і сіллю Балаклавського полку. Потьомкін, вийшовши з карети, просив дозволу в Государині, щоб Амазонська рота зустріла Її стрільбою. Вона заборонила, і покликав, через перекладача Таврія, їх начальницю, Сарданову, подала їй руку, поцілувала в лоб, і поплескавши по плечу, сказала: „Вітаю вас, Амазонський Капітан, — ваша рота справна, — Я нею дуже задоволена“. Потьомкін дуже радів.
Не виходячи з карети, Государиня поїхала в Акерман. У день Царя Костянтина і матері Олени Государиня була в Бакчісараї, де слухала Літургію в своїй похідній Церкві, та прожила в палаці два дні. Амазонський Капітан, Сарданова, мала щастя бачити Государиню і в Бакчісараї. Государиня впізнала її, подала знову руку і взяла за плече. З Акмечета (нині Сімферополь) надіслала їй монарше благовоління і діамантовий перстень за 1800 рублів …».

Сама ж Сарандова описувала цю подію так: 
|  | Амазонська рота була складена за ордером світлого князя Потьомкіна-Таврійського, що послідував на ім'я командира Балаклавського полку, прем'єр-майора Чапоні і складалася з благородних дружин і дочок Балаклавських греків, в числі 100 осіб, в березні-квітні місяцях 1787 року.Зустріти Імператрицю мало поблизу Балаклави біля села Кадиковка, і рота під моїм начальством була побудована в кінці алеї, заставленій апельсиновими, лимонними і лавровими деревами. Перш приїхав Римський Імператор Йосип верхом оглянути Балаклавську бухту і руїни стародавньої фортеці. Побачивши Амазонок, він під'їхав до мене і поцілував мене в губи, що справило сильне хвилювання в роті. Але я заспокоїла моїх підлеглих словами: «Струнко! Чого злякалися? Ви ж бачили, що Імператор не забрав у мене губ і не залишив своїх ». Слово «Імператор» подіяло на Амазонок, які не знали, хто був під'їхав. Оглянувши бухту і околиці, вінценосний мандрівник повернувся до Імператриці і вже приїхав удруге до Кадиковка з Її Величністю і князем Потьомкіним в Її кареті. У Кадиковка Імператриця була зустрінута протоієреєм Балаклавського полку о. Ананьєв. Не виходячи з карети, Государиня покликала мене до себе, подала руку, поцілувала в губи і, поплескавши по плечу, зволила сказати: «Вітаю Вас, Амазонский капітан! Ваша рота справна: я нею дуже задоволена. |

У тому ж році, незабаром після від'їзду російської імператриці з Криму, Амазонська рота була розформована, а за отримане задоволення Катерина, на всю роту зі ста «амазонок»  подарувала величезну на ті часи суму в десять тисяч рублів.

## Після розформування
У вересні 1848 князь М. С. Воронцов (колишній намісник Кавказу) написав міністру імператорського двору князю Волконському, що він отримав лист від вдови титулярного радника Олени Шідянської (у першому шлюбі — Сарандова), яка живе в Сімферополі, в якому говорилося: «що, командуючи ще за царювання імператриці Катерини ІІ ротою амазонок і мавши щастя представляти роту її величності, була обсипана її милостями, що, досягнувши тепер 90 рочного віку, залишась зору, вона хоча з того часу і не турбувала царствуючих найясновельможних монархів проханнями про надання їй допомоги, але, перебуваючи в крайній бідності, просить про ісходатайствованіі їй від щедрот його Імператорської величності одноразової допомоги». Вже 29 вересня по височайшому повелінню було переведено 300 рублів сріблом з кабінету його величності для О. І. Шідянської.